# ATP Bordeaux 1985
L'ATP Bordeaux 1985 è stato un torneo di tennis giocato sulla terra rossa. È stata la 7ª edizione dell'ATP Bordeaux, che fa parte del Nabisco Grand Prix 1985. Il torneo si è giocato a Bordeaux in Francia, dal 16 al 22 settembre 1985.

## Campioni

### Singolare maschile
Diego Pérez ha battuto in finale  Jimmy Brown con il punteggio di 6–4, 7–6

### Doppio maschile
David Felgate /  Stephen Shaw hanno battuto in finale  Libor Pimek /  Blaine Willenborg con il punteggio di 6–4, 5–7, 6–4